# Homoeonema
O Homoeonema platygonon é uma espécie de hidrozoário de águas profundas da família Halicreatidae. É a única espécie do género monotípico Homoeonema.